# Hyundai 8—25
Hyundai 8—25 — серия средне- и крупнотоннажных грузовых автомобилей, выпускаемых компанией Hyundai с 1978 по 1997 год. Основными конкурентами автомобилей являются Daewoo Novus и Nissan Diesel Big Thumb.

## Первое поколение
Автомобиль Hyundai FV3 (90A) впервые был представлен в мае 1978 года. В Японии автомобиль назывался Mitsubishi Fuso The Great.
Первые модели — 10,5-тонный самосвал и 11-тонный автопоезд. Автомобили оснащены двигателем внутреннего сгорания Mitsubishi Fuso мощностью 290 лошадиных сил. С сентября 1979 года семейство включало модели SZM грузоподъёмностью 8,5 и 10,75 тонн.
В августе 1981 года автомобили прошли фейслифтинг. На их шасси производились также самосвалы грузоподъёмностью 8,5 и 15 тонн. Также поменялась моторная гамма: автомобили оснащались двигателями внутреннего сгорания Hyundai-8DC9-0A. С августа 1982 года семейство включало бетономешалки, мусоровозы, автоцистерны, рефрижераторы, автокраны, пожарные автомобили и другие типы. В 1983 году была добавлена колёсная формула 4*2.

## Второе поколение
Последнее поколение тяжёлых автомобилей Hyundai FV4 (91A) грузоподъёмностью 8—25 тонн производилось с декабря 1985 года. В октябре 1997 года автомобили были заменены семейством Hyundai Super Truck.

## Галерея

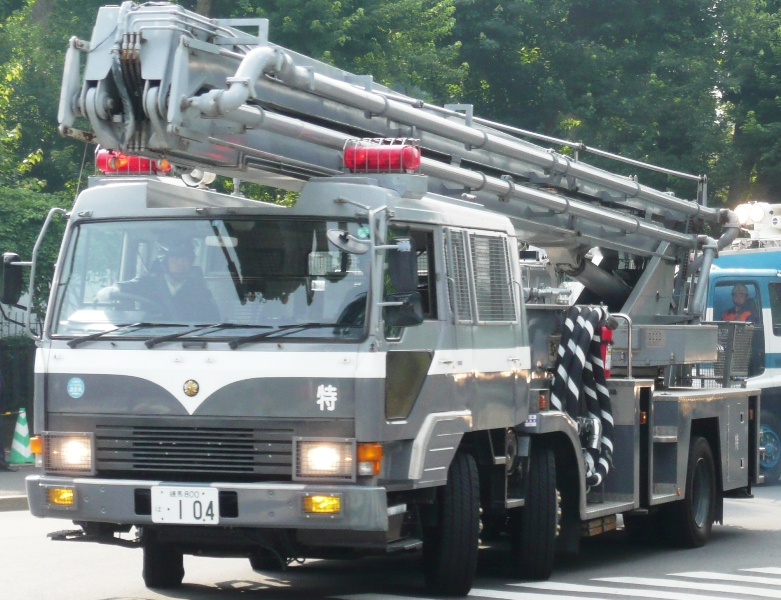
Автовышка
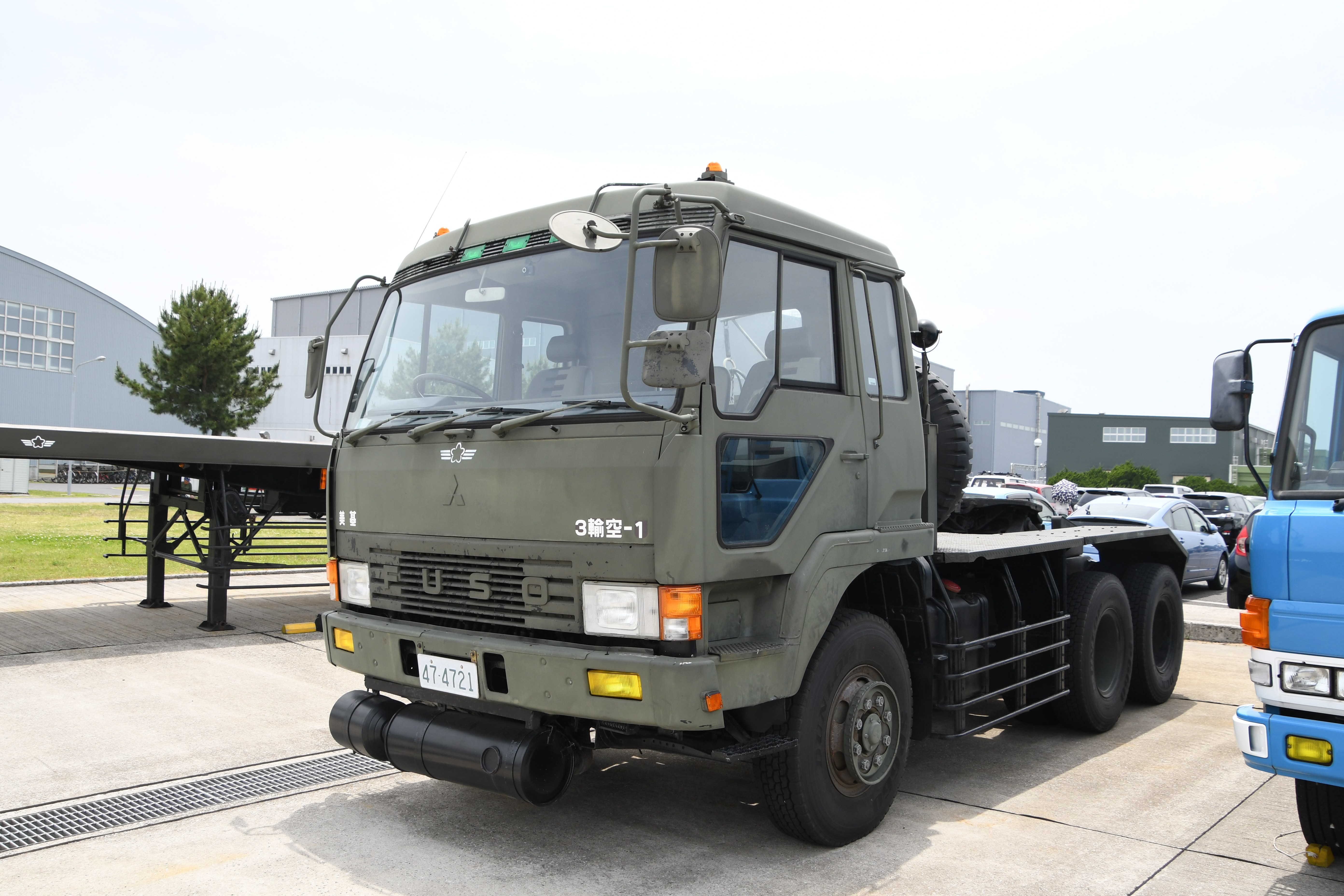
Эвакуатор
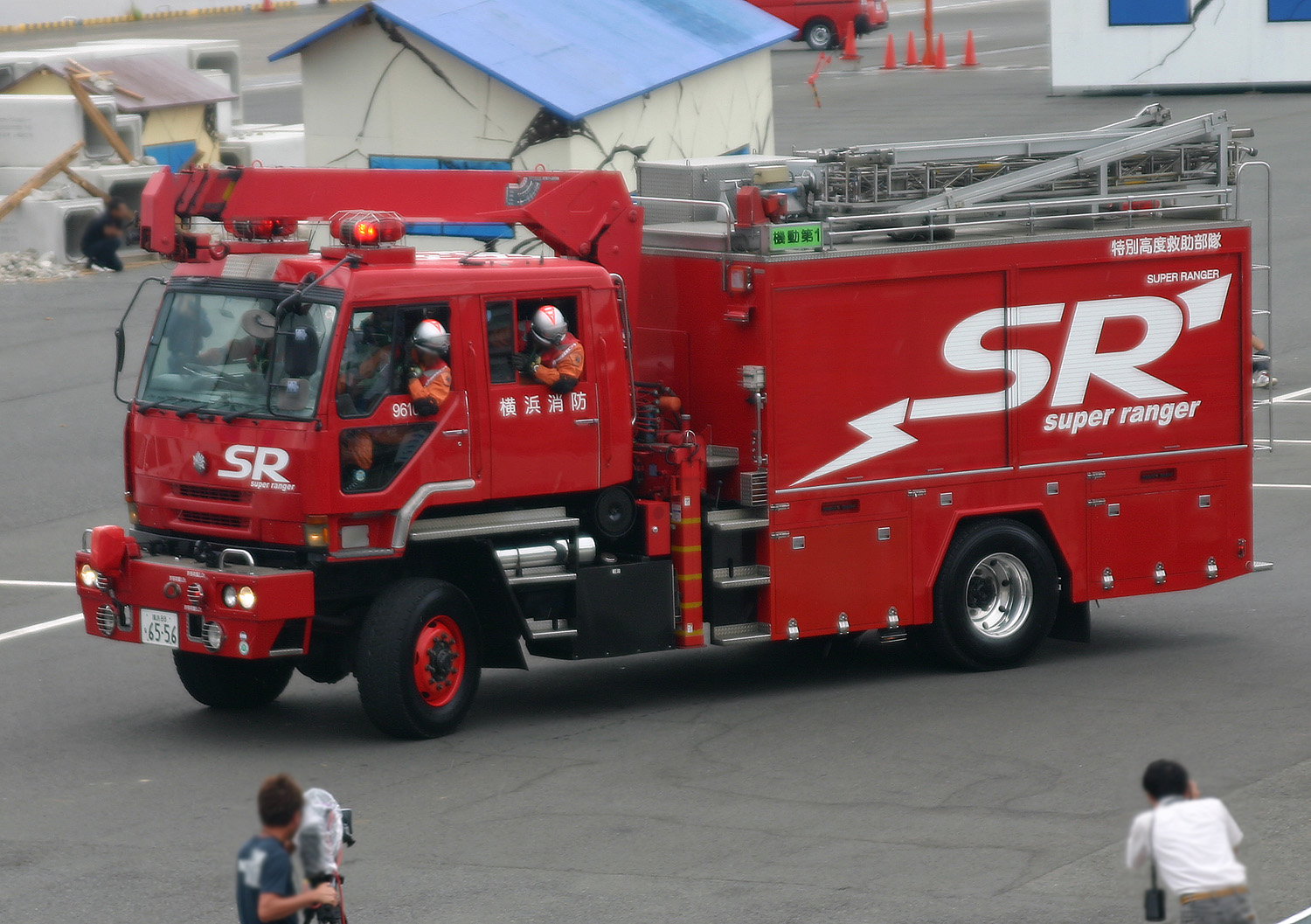
Пожарный автомобиль
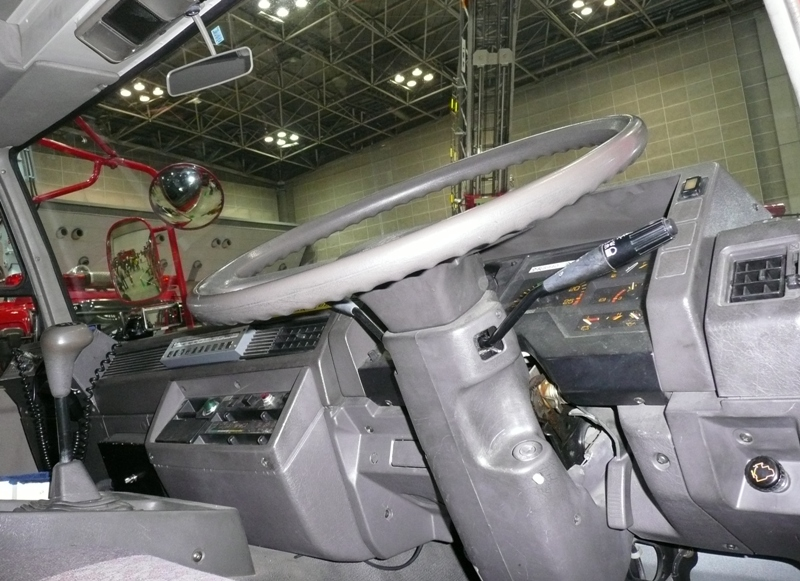
Место водителя
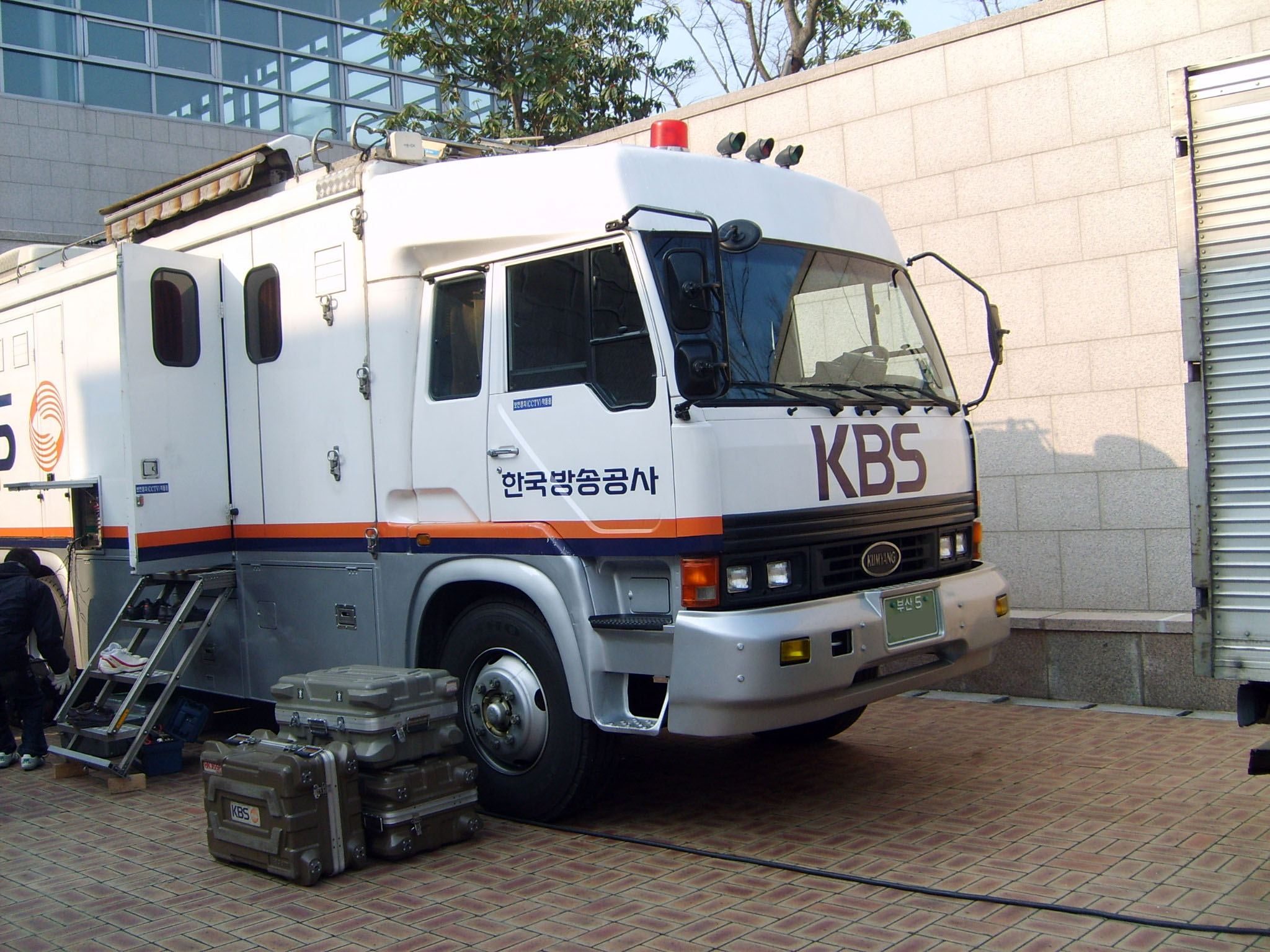
Hyundai 91A
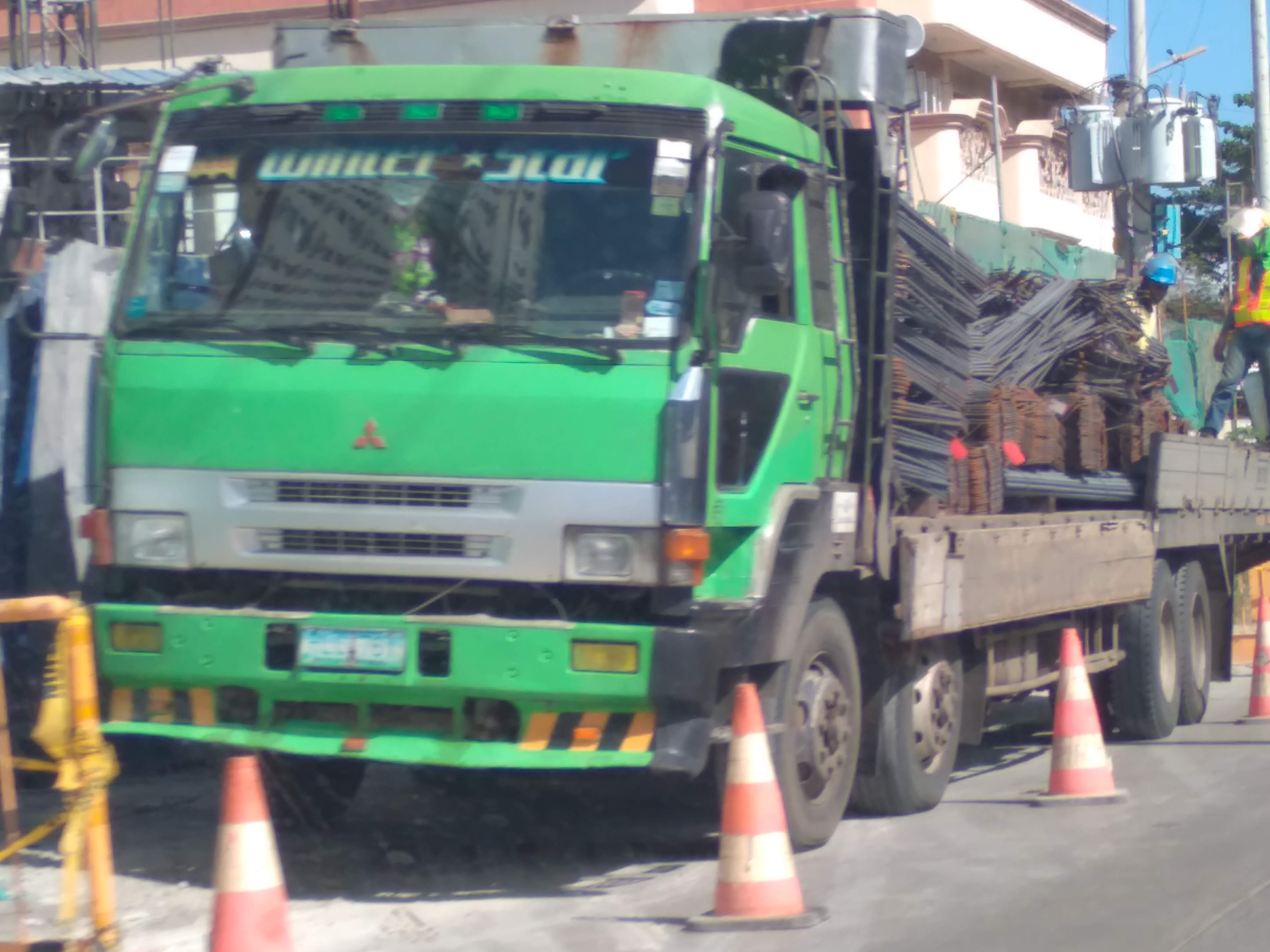
Бортовой тягач
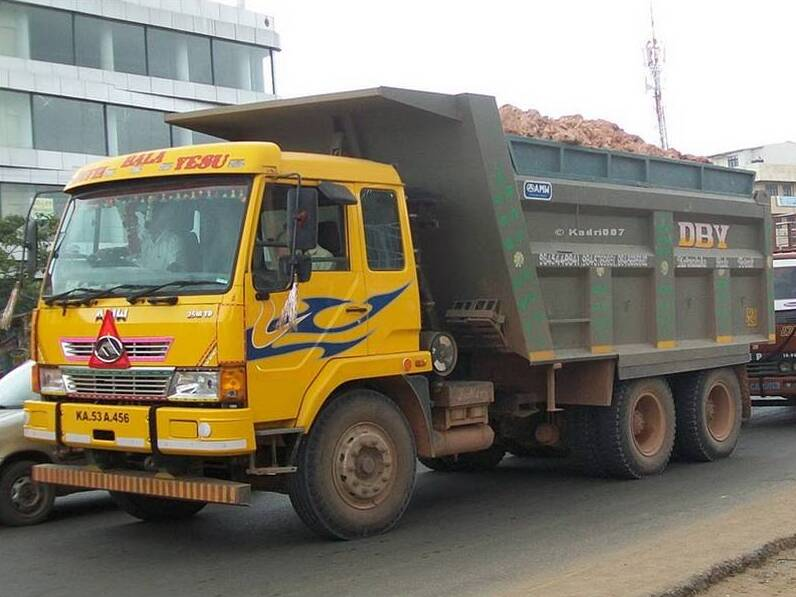
Самосвал
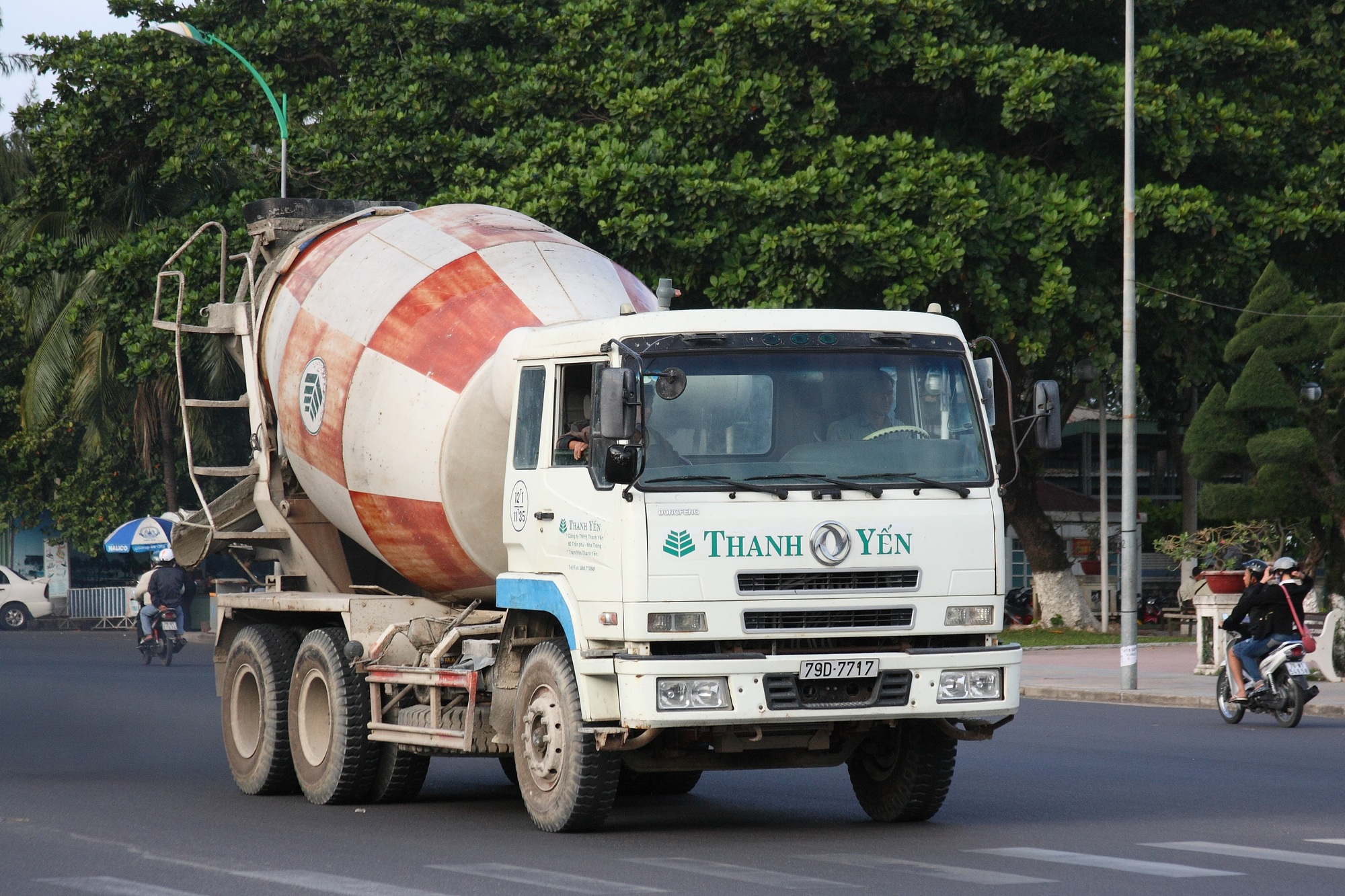
Бетоносмеситель

## Двигатели
| Модель | Модель двигателя | Объём (cм3) | Мощность (л. с.)                                | Годы производства |
| ------ | ---------------- | ----------- | ----------------------------------------------- | ----------------- |
| 410    | 6D40             | 12023       | 350・360（T1）・390（T3）                       | 1989—1996         |
| 411    | 8M20             | 20089       | 375・385・400                                   | 1992—2001         |
| 412    | 8M21             | 21205       | 420                                             | 1995—1996         |
| 413    | 8DC8             | 14886       | 275・290                                        | 1992—1996         |
| 414    | 10DC11           | 22171       | 440                                             | 1989—1996         |
| 415    | 8DC9             | 16031       | 300・320・380（T）・390・430・440               | 1983—1996         |
| 416    | 8DC10            | 16752       | 335                                             | 1983—1996         |
| 417    | 6D24             | 11945       | 300・330                                        | 1995—1996         |
| 418    | 6D22             | 11149       | 225・270（T0）・280（T6）・285（T1）・310（T2） | 1983—1996         |
| 419    | 8DC11            | 17737       | 355                                             | 1986—1996         |
| 424    | 10M20            | 25112       | 480                                             | 1995—1996         |